# Mitontic (kommun)
Mitontic är en kommun i Mexiko.   Den ligger i delstaten Chiapas, i den sydöstra delen av landet, 800 km öster om huvudstaden Mexico City.
Följande samhällen finns i Mitontic:
- Tzoeptic
- Chimhucum
- Oxinam
- Mitontic
- Cuchumtón
- Titaltetic
- Alamul
- Suyalhó
- Pulumsibac
- Tojtic
- Jomtealhó
- Tojchotic
- Xoctón
- Jolxojomcacal
- Suytic
- Choco